# オウギグモ
オウギグモは、独特の三角網を張るクモである。

## 特徴
オウギグモ(Hyptiotes affinis Boes. et Str.)は、節足動物門鋏角亜門クモ綱クモ目ウズグモ科オウギグモ属のクモである。同科のほかのクモに比べて、随分とずんぐりと丸っこい。あえて言えばマネキグモを太短くしたような形である。
体長は雌で4-5mm、雄ではやや小さい程度。全体に灰色を帯びた褐色で、非常に目立たない。頭胸部は、後方辺りが幅広く、先端の幅が狭くなった三角形に近い形。背面はなだらか。眼は六個、への字型に列をなす。これはこの属の標準ではなく、国外の種では八眼二列であるから、二眼が退化消失したものであり、個体によっては痕跡がある。腹部は後ろが幅広い卵形でやや偏平、前端はやや丸くなっていて、頭胸部に少しかぶさる。背面は盛り上がり、対をなした毛の束が見られ、ははっきりしない模様がある。足は太くて短く、体とほぼ同じ色。

## 習性
成虫は9-11月に見られる。

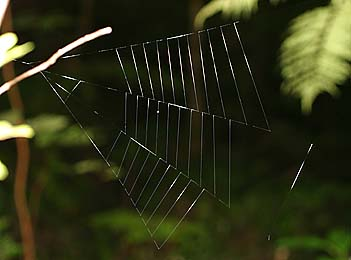
オウギグモの網

このクモの網は三角網という、独特のものである。木の枝などから引かれた一本の糸に対して、その先端に四本の糸が同一平面上に放射状につながり、全体としては鋭角の扇形の先端から反対向きに糸を張った型となる。この扇型の領域には同心円の一部となるようにふわふわした横糸が張られ、ここが虫を捕らえる役目を果たす。この糸は十数本ほど。三角網の名はこの全体の形によるもので、オウギグモの名もこの形を扇に見立てたものである。
見方を変えるといわゆる円網が、鋭角の扇形の部分を残してそれ以外がなくなってしまい、その形を維持するために一本の縦糸が残っていて、網の反対側に引っ張られている、という形である。この部分の構造からはこの網が円網に由来することが想像される。ウズグモ科の多くが円網を作るものであることとも矛盾しない。また、網の張り方においては、横糸を張って行く際に、外側から内側に向かって張り、一本を張り終わると、必ず中央へ行った後、次の横糸を張りにかかる。これは円網の場合の横糸を張る時の動きと同じものと見なせる。いずれもその起源が円網であったことの名残と見ることができる。
ただしクモの定位置は円網の場合とは異なり、三角部分を引っ張っている反対側の糸の、網と反対側、基盤に固定されている側に近い位置である。この糸はほぼ水平か、網の側がやや低い位置になるように引かれており、クモはその端近くに、網の側に頭を向けて定位する。その際、クモはこの糸を少し引っ張っており、それを緩めると三角の部分はたるむようになっている。普段は引っ張った状態で待機し、網に虫が引っ掛かるとそれを緩めて、糸が虫にからまるようにする。なお、この待機の仕方、糸の引っ張り方はマネキグモと共通する点が多い。

## 生息環境
森林内や林縁の木立の間に網を張っているのが見られる。木陰に多く、明るいところには姿を現さない。高いところには網を張らず、せいぜいヒトの目線までのところに張る。

## 分布
本州、四国、九州から南西諸島に分布する。やや暖かい地域に多い。国外では韓国と中国から知られる。

## 分類
オウギグモ属には日本にこの種しかいない。また、形態的にも独特なので、見誤るようなクモはいない。